# 지질다당류

리포 다당류의 구조

리포 다당류(lipopolysaccharide, LPS) 또는 내독소(內毒素, endotoxin)는 지질과 다당류(공유 결합에 의해 결합되는 O-항원, 외핵, 내핵으로 구성)로 구성되는 커다란 분자이다. 이것들은 그람 음성균의 외막에서 볼 수 있다. 리포 다당, 지질다당질, 지다당류(脂多糖類), 지질다당류, 당지방질이라고도 한다.

## 생명체에서의 활성
그람 음성균은 그람 양성균에 비해 펩티도글리칸 층이 얇다. 그래서 그람 음성균은 주로 물에 거주하고, 물 바깥에서는 쉽게 뭉개지거나 터진다. 이때 발생되는 세포막의 성분을 내독소라고 한다.
내독소는 그람음성균의 증식시에도 발생한다.
내독소가 독소로 일컬어지는 이유는 면역계가 내독소에 반응하여 발열 등의 염증 반응을 일으키기 때문이다. 이는 그람 음성균의 세포벽 중 지질 A 부분과 관련이 있다.

## 발견
LPS의 독성 활동은 리처드 파이퍼(Richard Friedrich Johannes Pfeiffer)에 의해 처음 발견되었고, "내독소"로 이름을 정했다. 이는 그 자신이 내독소와 외독소를 분류시킨 것에 따른 것인데, 주변 환경으로 세균에 의해 발생되는 독소를 외독소로 분류하였으며, 내독소의 경우 세균 세포 안에 독성이 유지되고 세균 세포벽이 파괴된 이후에만 발산한다고 간주하였다.:84

## 같이 보기
- 외독소